# Pakwach (district)
Pakwach is een district in het noorden van Oeganda. Hoofdstad van het district is de stad Pakwach. Het district telde in 2020 naar schatting 196.800 inwoners op een oppervlakte van 981 km². Het district ligt aan het noordelijke oever van het Albertmeer en langs de westelijke oever van de Witte Nijl.
Het district werd in 2015 opgericht door afsplitsing van het district Nebbi. Het district is onderverdeeld in een town council (Pakwach) en vijf sub-county's (Alwi, Pakwach, Panyango, Panyimur en Wadelai).